# Aline Wirley
Aline Wirley da Silva Christóforo (sinh ngày 18 tháng 12 năm 1981) là nữ diễn viên, ca sĩ người Brazil. Năm 2002, cô đã giành chiến thắng trong chương trình tìm kiếm tài năng Popstars và sau đó gia nhập ban nhạc nữ Brazil là Rouge cho tới năm 2005. Nhóm đã có bốn album phòng thu đã được phát hành trong khoảng thời gian này là: Rouge (2002), C'est La Vie (2003), Blá Blá Blá (2004) và Mil e Uma Noites (2005). Các album này bán được khoảng 6 triệu bản và giúp Rouge trở thành nhóm nhạc nữ thành công nhất Brazil, cũng như là một trong hai mươi nhóm nhạc nữ có album bán chạy nhất trên thế giới.
Ngày 2 tháng 2 năm 2009, cô cho ra mắt album phòng thu đầu tay, Saudades do Samba. Từ năm 2013 đến năm 2014, cô tổ chức tour diễn ca nhạc cá nhân đầu tiên của mình, Ritualística. Năm 2014, cô sinh con đầu lòng, đặt tên là Antonio.

## Thời thơ ấu
Aline sinh vào ngày 18 tháng 12 năm 1981 ở vùng ngoại ô của thành phố São Paulo. Cô chuyển đến Cachoeira Paulista để sống cùng mẹ và dì sau khi cha mẹ cô ly thân. Năm 1996, khi ở độ tuổi 14, cô bắt đầu đi hát trong nhà thờ nơi địa phương sinh sống.

## Đời tư
Năm 2010, cô từng hẹn hò với nam diễn viên Igor Rickli, hai người sống với nhau đến năm 2012. Vào tháng 3 năm 2014, cô thông báo mình đang mang thai con đầu lòng. Ngày 26 tháng 9 cùng năm, cô sinh con, đặt tên là Antônio.
Vào tháng 9 năm 2015, cô trở thành đại sứ cho tổ chức phi chính phủ Aldeias Infantis SOS Brasil.